# Ahegao

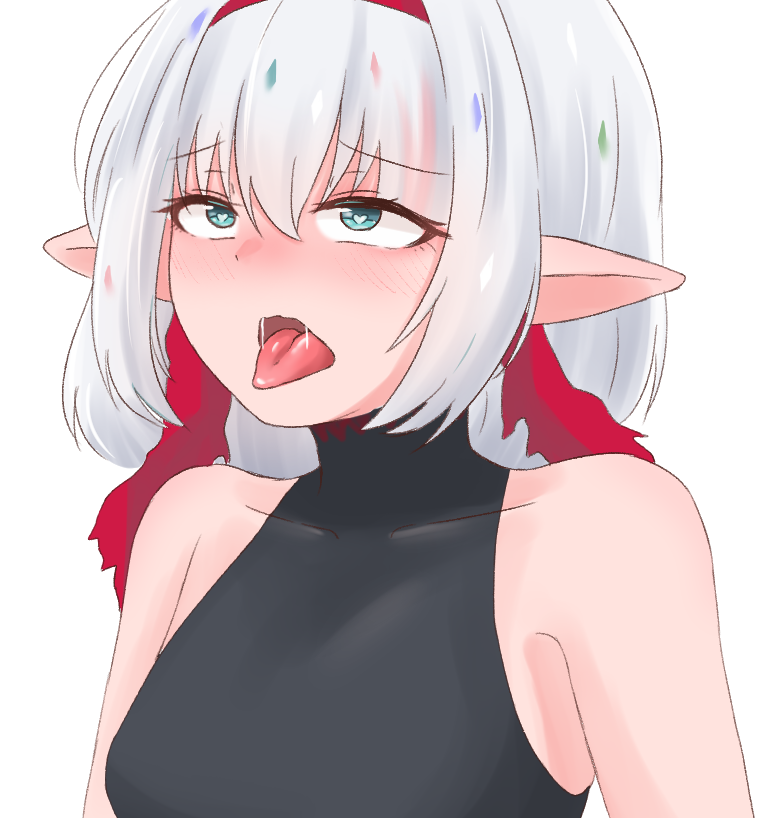
Výraz ahegao

Ahegao (japonsky アヘ顔) je termín v japonské pornografii popisující výraz tváře fiktivní postavy (většinou ženské) při sexu, často užívaný v erotických videohrách (eroge), manze a anime (hentai). Výraz je obvykle vyobrazen „kroutícíma“ nebo šilhavýma očima, vyplazeným jazykem a mírně zarudlým obličejem, který znázorňuje potěšení nebo extázi.

## Etymologie
První část termínu, ahe (アヘ), je zkratkou slova aheahe (アヘアヘ), které je onomatopoií pro „hekání“ a „sténání“. Druhá část termínu, gao nebo kao (顔), znamená v japonštině „obličej“. Ahegao tak může v překladu znamenat „hekající nebo sténající obličej“, volně pak „divný obličej“.
Bylo vytvořeno několik dalších termínů pro výraz obličeje v okamžiku orgasmu. Jedním z nich je například ikigao (イキガオ), jenž znamená „[při orgasmu] přicházející tvář“. Dalšími jsou pak acmegao (アクメ顔, akumegao) z francouzského slova acmé (v češtině orgasmus) a jogarigao (よがり顔) pro „spokojená tvář“.

## Popis
Typickými znaky ahegaa jsou „kroutící“ nebo šilhavé oči, vyplazený jazyk a mírně zarudlé líce. Celkový tvar obličeje postavy může být v ahegao scénách nakreslen pokrouceně (zdeformovaně). Výraz je někdy nakreslen přehnaně, a to záměrně, aby působil surrealistickým dojmem. Ahegao obličej je o různých úrovních pokroucení (zdeformování) používán k vyobrazení různých stupňů sexuálního vzrušení. Mimo jiné výraz znamená, že prožívaná rozkoš je tak intenzivní, že postava ztrácí kontrolu nad svou mimikou.
Zatímco je ahegao často používáno v pornografických mangách, anime a videohrách, nejedná se exkluzivně o hentai termín. Mnoho prací pro nedospělé publikum obsahuje ahegao výrazy, často v parodujícím stylu.
V knize The History of Hentai Manga Kimi Ritoová, výzkumnice hentai mangy, uvádí, že se ahegao vyznačuje třemi konkrétními rysy, které jej odlišují od ostatních výrazů ikigao (obličeje při orgasmu):
1. Oční bělmo je viditelné nebo je skoro viditelné. Oči nejsou pevně zaostřené, ani se nejedná o „rape eyes“ (v překladu „oči znásilnění“), kdy jsou oči stočené nahoru a zornice nejsou vidět.
2. Ústa jsou otevřená a jazyk vyplazený.
3. Často jsou přítomny sliny, hlen, pot a další tělní tekutiny.

## Historie
Termín ahegao, známý také jako O-Face, se začal používat na začátku 90. let 20. století. Pornografické časopisy používaly ahegao k popisu výrazu tváře pornografické herečky při orgasmu. Ve stejném kontextu bylo používáno v některých příspěvcích na stránce 2channel a její sesterské komunitě s obsahem pro dospělé zvané BBSPINK. Stejně tak bylo používáno v pornografických videích na e-komerčních platformách pro dospělé na počátku nultých let 21. století.
Během nultých let zaznamenalo používání termínu ahegao znatelný nárůst a jeho umělecký styl se stal poněkud konvenčním a začal se šířit komunitou otaku. V roce 2008 byla vydaná první dódžin komiksová antologie A-H-E, ve které bylo ahegao hlavním tématem. Během 10. let začali hlavní komiksoví nakladatelé vydávat více antologií zaměřujících se na ahegao. Tou dobou, kdy probíhala popularizace hentai fetiše v reálném sexuálním průmyslu, se už termín používal i v normálních pornografických videích. Obličejové výrazy podobné ahegau jsou někdy využívány i v běžné manze a anime, ovšem v jiném než sexuálním kontextu. V září 2016 se na sociálních sítích, především na Instagramu, rozšířil mem „ahegao challenge“, jenž se dostal až do Spojených států.
Ritoová tvrdí, že mezi důvody, proč je ve scénách používán u postav ahegao obličej, patří snaha vyjádřit radostné emoce (jako je extáze nebo potěšení), negativní emoce (jako je strach nebo neochota) nebo vyjádřit dominanci, podřízenost a loajalitu.

Belle Delphine předvádějící výraz ahegao

Dle článku z Nutaku, herní stránky pro dospělé, se stal ahegao výraz v kombinaci se znamením míru v Japonsku internetovým memem a je znám pod názvem „ahegao dvojitý mír“ (アヘ顔ダブルピース, ahekao daburu písu). Ritoová uvádí, že se znamení obvykle používalo po scéně, ve které byla postava hromadně znásilněna, kdy se oběť psychicky zhroutila nebo byla v závěrečné části scény ponížena. Protože se však v takovýchto scénách objevovalo znamení čím dál tím méně, začalo se používat spíše jako vtip. Termín se poprvé nejspíše objevil v roce 2010 ve videohře s názvem Futa Letter, v níž hlavní hrdina dostane od své přítelkyně video, v němž dělá znamení ahegao dvojitý mír poté, co s ní měl sex jeho strýc. V roce 2018 zaujala média internetová osobnost Belle Delphine, jež na svém instagramovém účtu často používala ahegao výrazy.